# Aulagromyza populicola
Aulagromyza populicola är en tvåvingeart som först beskrevs av Walker 1853.  Aulagromyza populicola ingår i släktet Aulagromyza och familjen minerarflugor. Arten är reproducerande i Sverige. Inga underarter finns listade i Catalogue of Life.